# أمالي يواخيم
أمالي خواكيم (بالألمانية: Amalie Joachim) (و. 1839 – 1899 م) هي مغنية، ومغنية أوبرا ألمانية، ولدت في ماريبور، توفيت في برلين، عن عمر يناهز 60 عاماً.

## التعليم
تعلمت في Folkwang University of the Arts ‏.